# Partido del Centro Estonio
El Partido del Centro Estonio (en estonio: Eesti Keskerakond) es un partido político centrista, socioliberal y populista estonio. Es uno de los partidos políticos más grandes de Estonia y actualmente tiene 16 escaños en el Parlamento estonio tercera fuerza política en las últimas elecciones de 2023. El partido es miembro de la Alianza de los Liberales y Demócratas por Europa (ALDE).
El partido fue fundado el 12 de octubre de 1991 a partir del Frente Popular de Estonia después de que varios partidos se separaran de él. En ese momento, el partido se llamaba Partido Popular del Centro (Rahvakeskerakond) para diferenciarse del más pequeño de centroderecha Partido del Centro Rural (Maa-Keskerakond).
El presidente del Partido del Centro desde el 5 de noviembre de 2016 es Jüri Ratas.
Históricamente, el partido ha sido el más popular entre los ciudadanos de habla rusa. Por ejemplo, en 2012, recibió el apoyo de hasta el 75% de los étnicos no estonios.
Para mayo de 2019, el Partido del Centro experimentó una caída significativa en las encuestas de popularidad, con un apoyo de alrededor del 15%, siendo el puntaje más bajo en al menos 12 años. Entre la población de habla no estonia, la popularidad del partido del centro había caído un 30% en mayo de 2019. Según un miembro destacado del partido, la caída fue causada por la coalición del Centro en marzo de 2019 con el partido de extrema derecha EKRE y el partido conservador nacionalista Isamaa.

## Historia
En las elecciones parlamentarias de marzo de 1995, el Partido del Centro quedó en tercer lugar con el 14,2% de los votos y 16 escaños. Entró en la coalición, Edgar Savisaar asumió el cargo de Ministro del Interior y otros 4 cargos ministeriales (Asuntos Sociales, Economía, Educación y Transporte y Comunicaciones). Después del "escándalo de la cinta" (grabación secreta de conversaciones con otros políticos) en el que estuvo involucrado Savisaar, el partido se vio obligado a ir a la oposición. Se formó un nuevo partido por aquellos que estaban decepcionados por el comportamiento de su líder. Savisaar se convirtió en el presidente del Ayuntamiento de la capital, Tallin.
En 1996, el candidato del PCE, Siiri Oviir, se postuló para la presidencia de Estonia.
En las elecciones parlamentarias de marzo de 1999, el Partido del Centro, cuyo lema principal era el impuesto progresivo sobre la renta, obtuvo el 23,4% de los votos (el primer resultado) y 28 escaños en el Riigikogu. Los miembros de PCE están activos en sus 26 sucursales, ocho de ellos están activos en Tallin, 18 en ciudades y condados.
El Partido del Centro se convirtió en miembro del Partido de la Alianza de los Liberales y Demócratas por Europa (entonces conocido como Partido Europeo Liberal, Demócrata y Reformista) en el Congreso de Londres de la organización en julio de 2003. El partido también solicitó la membresía de la Internacional Liberal (IL) en 2001, pero la IL decidió rechazar la solicitud del partido en agosto de 2001, ya que la conducta de Savisaar fue juzgada como "no siempre conforme a los principios liberales".
En 2001, Kreitzberg se postuló sin éxito a la presidencia de Estonia.
Savisaar fue alcalde de Tallin, la capital de Estonia, desde 2001 hasta otoño de 2004, cuando se vio obligado a renunciar después de haber perdido un voto de confianza. Fue reemplazado por Tõnis Palts de Res Publica.
En enero de 2002, el Partido del Centro y el Partido Reformista Estonio formaron una nueva coalición gubernamental donde el Partido del Centro obtuvo 8 ministerios (Ministro de Defensa, Educación, Asuntos Sociales, Finanzas, Economía y Comunicaciones, Interior, Agricultura y Ministro de Integración y minorías nacionales). La coalición se mantuvo hasta las nuevas elecciones en 2003, en las que el partido ganó 28 escaños. Aunque el Partido del Centro obtuvo el mayor porcentaje de votos, estuvo en oposición hasta marzo de 2005 cuando el gobierno de Juhan Parts colapsó.
En 2003, la mayoría de la asamblea del partido no apoyó la adhesión de Estonia a la Unión Europea (UE). Savisaar no expresó claramente su posición.
Varios miembros del Partido del Centro salieron del partido en otoño de 2004, principalmente debido a las objeciones con las tendencias autocráticas de Savisaar y la postura escéptica del partido con la UE, formando el grupo Social Liberal. Algunos se unieron al Partido Socialdemócrata, otros al Partido Reformista y otros al Partido Popular. Uno de estos diputados volvió más tarde al Partido del Centro. Desde la adhesión de Estonia a la UE, el partido ha revisado en gran medida sus posiciones anteriormente escépticas de la UE.
En 2004, el Partido del Centro ganó un miembro en el Parlamento Europeo: Siiri Oviir. El Partido del Centro reunió el 17.5% de los votos en las elecciones al Parlamento Europeo. Oviir se unió al Grupo de la Alianza de los Liberales y Demócratas por Europa (ALDE).
El Partido del Centro participó en el gobierno con el Partido Reformista Estonio y la Unión del Pueblo Estonio desde el 12 de abril de 2005 hasta que un nuevo gobierno asumió el cargo después de las elecciones de marzo de 2007. El Partido del Centro logró 5 ministerios (Edgar Savisaar como Ministro de Economía, también Ministro de Asuntos Sociales, Educación, Cultura e Interior).
Las elecciones locales del 16 de octubre de 2005 tuvieron mucho éxito para el Partido del Centro. Logró ganar 32 escaños de 63 en el Ayuntamiento de Tallin, y teniendo ahora una mayoría absoluta en ese municipio. Uno de los factores detrás de este éxito en Tallin fue probablemente la inmensa popularidad del Partido del Centro entre los votantes de habla rusa. El controvertido contrato de cooperación entre el Partido del Centro Estonio y el partido político dominante del poder de Rusia, Rusia Unida, probablemente también ha contribuido al éxito en el electorado étnico ruso.[cita requerida]
El Partido del Centro formó un gobierno de un solo partido en Tallin, liderado por Jüri Ratas, un político de 27 años elegido alcalde de Tallin en noviembre de 2005. Fue reemplazado por Savisaar en abril de 2007. El Partido del Centro también es miembro de coaliciones en otras 15 ciudades importantes de Estonia como Pärnu, Narva, Haapsalu y Tartu.
En las elecciones parlamentarias de Estonia de 2007, el partido recibió 143.528 votos (26,1% del total), una mejora de + 0.7%. Ganaron 29 escaños, una ganancia de un escaño en comparación con las elecciones de 2003, aunque debido a las deserciones de 2004 que habían disminuido su fuerza, en realidad ganaron 10 escaños. Ahora son el segundo partido más grande en el Parlamento y el mayor partido de oposición. En 2008, el partido criticó las políticas de Andrus Ansip, que en opinión del Partido del Centro han contribuido a los problemas económicos de Estonia en los últimos tiempos. El 16 de junio de 2007, Edgar Savisaar y Jaan Õmblus publicaron una propuesta sobre cómo mejorar lo que consideran la crisis económica de Estonia.
En las elecciones al Parlamento Europeo de 2009, el Partido del Centro obtuvo la mayoría de los votos y 2 de los 6 escaños estonios, que fueron ocupados por Siiri Oviir y Vilja Savisaar.
En las elecciones locales de 2009, el partido fortaleció su mayoría absoluta en el ayuntamiento de Tallin. A pesar de su mayoría absoluta, formaron una coalición con el Partido Socialdemócrata. Encuestas recientes sugieren que el partido es especialmente popular entre la minoría rusófona de Estonia.
El 9 de abril de 2012, ocho miembros prominentes del Partido del Centro decidieron abandonar el partido citando la frustración de sus intentos de traer apertura y transparencia al liderazgo del partido. Anteriormente, el diputado Kalle Laanet fue expulsado el 21 de marzo por sus críticas a la dirección del partido. Los políticos salientes incluyeron a los eurodiputados Siiri Oviir y Vilja Savisaar-Toomas, los diputados Inara Luigas, Lembit Kaljuvee, Deniss Borodich y Rainer Vakra, y también Ain Seppik, Toomas Varek.
En las elecciones locales del 20 de octubre de 2013, el Partido del Centro y su líder Edgar Savisaar tuvieron éxito, obteniendo la mayoría absoluta en la ciudad de Tallin con el 53% de los votos, ganando 46 escaños de 79 (2 más que los resultados de 2009), considerablemente más que el segundo partido, la Unión Pro Patria y Res Publica, que recibió el 19% de los votos y 16 escaños.
El Partido del Centro de Estonia obtuvo un buen resultado en las elecciones de 2015, obteniendo el 24,8% de los votos y logrando 27 escaños. El partido se mantuvo en oposición al nuevo gobierno de Taavi Rõivas, que contó con el apoyo del Partido Reformista Estonio, el Partido Socialdemócrata y la Unión Pro Patria y Res Publica.
En otoño de 2016, Savisaar renunció como líder del partido y Jüri Ratas fue elegido en su lugar.
En noviembre de 2016, el Partido Socialdemócrata y la Unión Pro Patria se retiraron de la coalición gubernamental y presentaron una moción de no confianza contra el gobierno, junto con el Partido del Centro Estonio. El 9 de noviembre de 2016, el Riigikogu aprobó la moción con una votación de 63-28 y Rõivas se vio obligado a renunciar; En una charla de coalición posterior, el Partido del Centro, SDE e IRL formaron una nueva coalición dirigida por el líder del Partido del Centro, Jüri Ratas. El nuevo gobierno tomó posesión el 23 de noviembre.

### Elecciones parlamentarias de 2019
En las elecciones de 2019, el Partido del Centro perdió apoyo mientras que el Partido Reformista Estonio de la oposición ganó apoyo y ganó las elecciones. Después de las elecciones, el líder del Partido del Centro, Jüri Ratas, rechazó una oferta del Partido Reformista para conversaciones de coalición y entabló conversaciones con Isamaa y EKRE, este último ampliamente considerado como un partido de extrema derecha. Ratas había descartado previamente formar una coalición con EKRE durante la campaña electoral debido a sus puntos de vista hostiles. La inclusión de EKRE en las conversaciones de coalición después de las elecciones recibió críticas locales e internacionales. En una encuesta realizada después del inicio de las conversaciones de coalición, el partido de Jüri Ratas perdió aún más apoyo.
Los críticos de la decisión han afirmado que Ratas está dispuesto a sacrificar los valores de su partido, la confianza de sus votantes y la estabilidad y reputación del país para mantener su posición como primer ministro. Ratas ha respondido que su primer deber es buscar maneras de lograr que su partido sea incluido en el gobierno para poder trabajar en beneficio de sus votantes y que la coalición continuará apoyando firmemente a la UE, la OTAN y enviará mensajes de tolerancia.
Algunos miembros clave y candidatos populares del partido han criticado la decisión, con Raimond Kaljulaid abandonando la junta del partido en protesta. Yana Toom, miembro del partido y su representante en el Parlamento Europeo expresó críticas a la decisión. Mihhail Kõlvart, popular entre los votantes de habla rusa, ha dicho que el partido del Centro no puede gobernar con el enfoque de EKRE. El 5 de abril de 2019, Raimond Kaljulaid anunció su decisión de renunciar al partido, y decidió sentarse como miembro independiente del Parlamento.
En enero de 2021, tras la renuncia de  Jüri Ratas como primer ministro, Kallas formó un gobierno de coalición con el Partido del Centro, convirtiéndose en la Primera ministra de Estonia.

## Ideología
El partido clama que su objetivo es la formación de una clase media fuerte en Estonia. El Partido del Centro se declara como un "partido liberal de clase media"; Sin embargo, en el contexto de las políticas económicamente liberales de Estonia, el Partido del Centro tiene la reputación de tener más políticas de izquierda. Esto a pesar del hecho de que el partido mantiene posiciones consideradas contrarias al liberalismo social en una serie de cuestiones. Por ejemplo, el partido sugiere que Estonia debería deliberadamente restablecer los castigos penales por la posesión de incluso pequeñas cantidades de sustancias ilegales. La facción parlamentaria del Partido del Centro no puede ponerse de acuerdo sobre su postura con respecto al matrimonio entre personas del mismo sexo, que tradicionalmente es apoyado por los socioliberales. En un programa de Radiodifusión Pública de Estonia 'Foorum', el parlamentario del Partido Reformista Estonio, Remo Holsmer, enumeró las ideologías de otros tres partidos políticos representados en el Parlamento, pero no pudo nombrar la posición ideológica del Partido del Centro. La parlamentaria del Partido del Centro, Kadri Simson, trató de aclarar que la ideología del Partido del Centro es "Partido del Centro", lo que significa una ideología única independiente de otras establecidas.
El partido a menudo es descrito como populista y los críticos han acusado a su líder de toda la vida, Edgar Savisaar, de autoritarismo hasta que se eligió un nuevo líder en 2016.

## Resultados electorales

### Elecciones parlamentarias
|  | 12,2 % |

|  | 14,2 % |

|  | 23,4 % |

|  | 25,4 % |

|  | 26,1 % |

|  | 23,3 % |

|  | 24,8 % |

|  | 23,0 % |

|  | 15,3 % |

### Elecciones al Parlamento Europeo
|  | 17,5 % |

|  | 26,1 % |

|  | 22,4 % |

|  | 14,4 % |